# Années 1220 av. J.-C.
Les années 1220 av. J.-C. couvrent les années de 1229 av. J.-C. à 1220 av. J.-C.

## Événements
- Vers 1230/1220 av. J.-C.[1] : date possible de l’expédition des Achéens et des Éoliens contre Troie (1193-1184 av. J.-C.) selon la tradition). La guerre de Troie est sans doute le résumé de multiples expéditions menées en Asie mineure par l’aristocratie mycénienne en quête de pillages. Il n’y a pas de preuves archéologiques à son existence, même si la ville a bien été détruite à plusieurs reprises entre 1330 et 1135 av. J.-C..

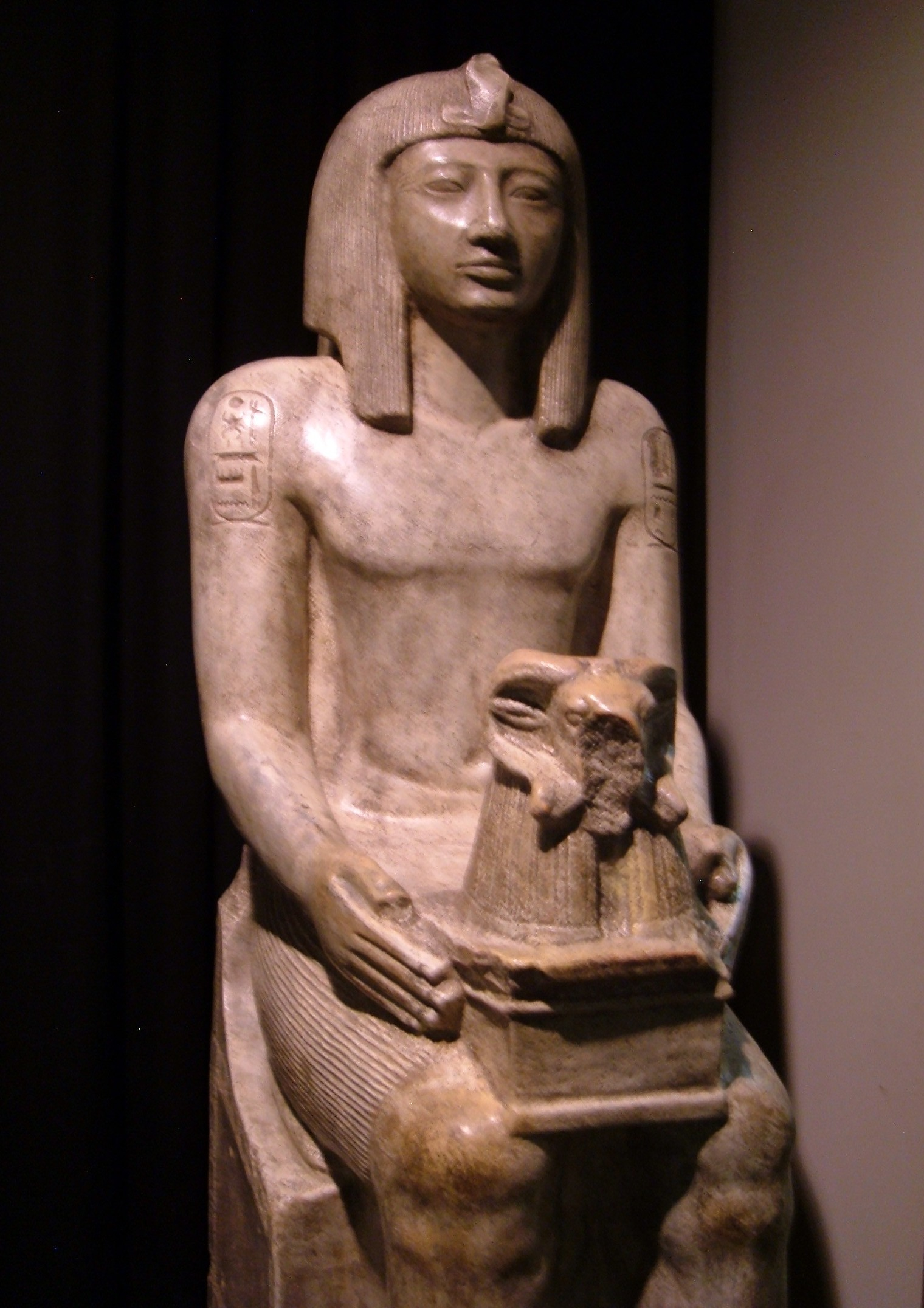
Réplique d'une statue de Séthi II

- 1227 av. J.-C.[2] : règne de Enlil-nadin-shumi, roi Kassite de Babylone. La Babylonie est alors dominée par le roi d'Assyrie Tukulti-Ninurta Ier.
- 1226 av. J.-C. : mort de Mérenptah[3]. Amenmes règne quatre ans sur l'Égypte à la place de Séthi-Mérenptah, l’héritier en titre. Vizir d’origine thébaine, il aurait usurpé le trône. Une autre hypothèse en fait le fils d’une concubine de Mérenptah, Takhat, qui se serait emparée du pouvoir en l’absence de l’héritier. Cet épisode prouve que le pouvoir royal est bien menacé de l’intérieur[4].
- 1225 av. J.-C. : date possible de la prise de Jéricho par les Hébreux[5].
- 1225-1219 av. J.-C. : règne de Lin Xin, vingt-quatrième roi de la dynastie Shang, en Chine, selon la tradition[6].
- 1221-1215 av. J.-C.[3] : le pharaon Séthi II règne sur l'Égypte. Il épouse Taousert[4]. Il restaure la lignée ramesside légitime, mais le prestige pharaonique semble battu en brèche. Il place des hommes sûrs dans les postes élevés de l’État, mais il ne peut maîtriser totalement le lent processus de démantèlement du pouvoir royal par la montée des particularismes locaux. Les difficultés intérieures s’accroissent et l’anarchie s’installe. Pa-Rê-em-heb et Hori, vizirs. Mehouhy, grand prêtre d’Amon.